# Монтейро, Умберто
Умберто Монтейро (порт.-браз. Humberto Monteiro; 30 августа 1947, Кашуэйру-ди-Итапемирин, штат Эспириту-Санту — 27 марта 1980, Белу-Оризонти, штат Минас-Жерайс) — бразильский футболист, правый защитник.

## Карьера
Умберто Монтейро начал карьеру в клубе «Ипиранга» из Кашуэйру-ди-Итапемирин. Оттуда он перешёл в Деспортива Ферровиарию. В 1965 и 1967 годах футболист помог команде выиграть чемпионат штата Эспириту-Санту. В августе 1967 года Монтейро был куплен «Атлетико Минейро» за сумму в 50 тысяч крузейро, по другим данным 75 тысяч, по третьим — 70 тысяч. На его трансфере настаивали спортивный директор команды Марсело Гузелла и вице-президент клуба Фабио Фонсека. 6 августа он дебютировал в составе «Атлетико» в матче с «Вилла Новой» (2:0). 19 июня 1969 года Умберто забил первый мяч за клуб, поразив ворота «Индепенденте» из Уберабы (2:0). В 1970 году защитник помог команде выиграть чемпионат штата Минас-Жерайс, и в том же сезоне был признан лучшим правым защитником страны. В 1971 году «Атлетико» выиграл чемпионат Бразилии, а Монтейро во второй раз подряд стал лучшим игроком на своей позиции. 5 марта 1972 года футболист сыграл последнюю встречу в составе команды против «Олимпии» на Кубок Либертадорес (0:0). Всего за «Атлетико» Монтейро провёл 219 матчей и забил три гола.
В середине 1972 года Умберто перешёл в клуб «Португеза Деспортос». Оттуда в 1974 году он перешёл во «Фламенго», где дебютировал 29 сентября в матче с «Америкой» из Рио-де-Жанейро (4:1). 20 ноября 1974 года он провёл последнюю игру в составе команды против «Мадурейры» (1:0). Всего за «Фламенго» Монтейро сыграл в 13 матчах, голов не забивал. Затем он выступал за клуб «Саад». Позже играл в командах «Витория» из Эспириту-Санту, «Сидеруржико» из Кариасики и клуб «Деспортива Ферровиария». После ухода из футбола, у Умберто быстро кончились средства к существованию. Он был вынужден работать водителем на заводе по производству трансформаторов в Контажене. Но вскоре потерял и этот источник дохода. В 1980 году, во время матча ветеранов, Анжело, бывший партнёр Монтейро по «Атлетико», попросил помощи для него у Вилсона Пиацци, президента Ассоциации гарантий для профессиональных спортсменов. Тот решил оказать помощь и попросил Умберто приехать в Белу-Оризонти через два дня с необходимым набором документов. Монтейро прибыл в город, однако вскоре там заболел и скончался. Он был похоронен здесь же, на кладбище Бонфин.

## Достижения

### Командные
- Чемпион штата Эспириту-Санту: 1965, 1967
- Чемпион штата Минас-Жерайс: 1970
- Чемпион Бразилии: 1971

### Личные
- Обладатель «Серебряного мяча» Бразилии: 1970, 1971

## Личная жизнь
Умберто был женат на Карли Феррейро, с которой познакомился в Белу-Оризонти. У него было трое детей.